# مابوچی موتور
مابوچی موتور (انگلیسی: Mabuchi Motor) شرکت خودروسازی ژاپنی است، که در سال ۱۹۴۶ تأسیس شد.